# Libnotes sappho
Libnotes sappho är en tvåvingeart som först beskrevs av Alexander 1943.  Libnotes sappho ingår i släktet Libnotes och familjen småharkrankar. Inga underarter finns listade i Catalogue of Life.